# Kerang (Takeran)
Kerang is een bestuurslaag in het regentschap Magetan van de provincie Oost-Java, Indonesië. Kerang telt 1670 inwoners (volkstelling 2010).